# Loïc Perrin
Pour les articles homonymes, voir Perrin.
Loïc Perrin, né le 7 août 1985 à Saint-Étienne en France, est un footballeur français devenu dirigeant.
Il réalise toute sa carrière de joueur à l'AS Saint-Étienne, son club formateur, entre 2003 et 2020, au poste de milieu de terrain puis de défenseur central. Il en est nommé en 2021 coordinateur sportif.

## Biographie

### Jeunesse et formation à l'AS Saint-Étienne
Fils d'un comptable, Yves Perrin, et d'une secrétaire médicale, Loïc Perrin pratique à la fois l'athlétisme et le football au cours de son enfance. Il fait ses premières armes balle au pied dans une petite équipe locale, le FC Périgneux, non loin de Saint-Étienne. Il joue ensuite pendant quatre ans au FC Saint-Charles Vigilante.
À partir de 12 ans, c'est à l'AS Saint-Étienne qu'il poursuit et termine sa formation, pendant laquelle il sera finaliste du championnat de France des moins de 16 ans et sélectionné en équipe de France des moins de 18 ans. Sous les couleurs de l'ASSE, il perd en finale du championnat de France des moins de 15 ans lors de la saison 2000-2001 face à l'INF Clairefontaine. Il signe son premier contrat professionnel avec l'ASSE en 2005, saison au cours de laquelle il rejoint l'équipe de France espoirs avec qui il est vainqueur du festival international espoirs de Toulon, ayant été promu capitaine lors du tournoi.

### Débuts en professionnel et nombreuses blessures (2003-2010)

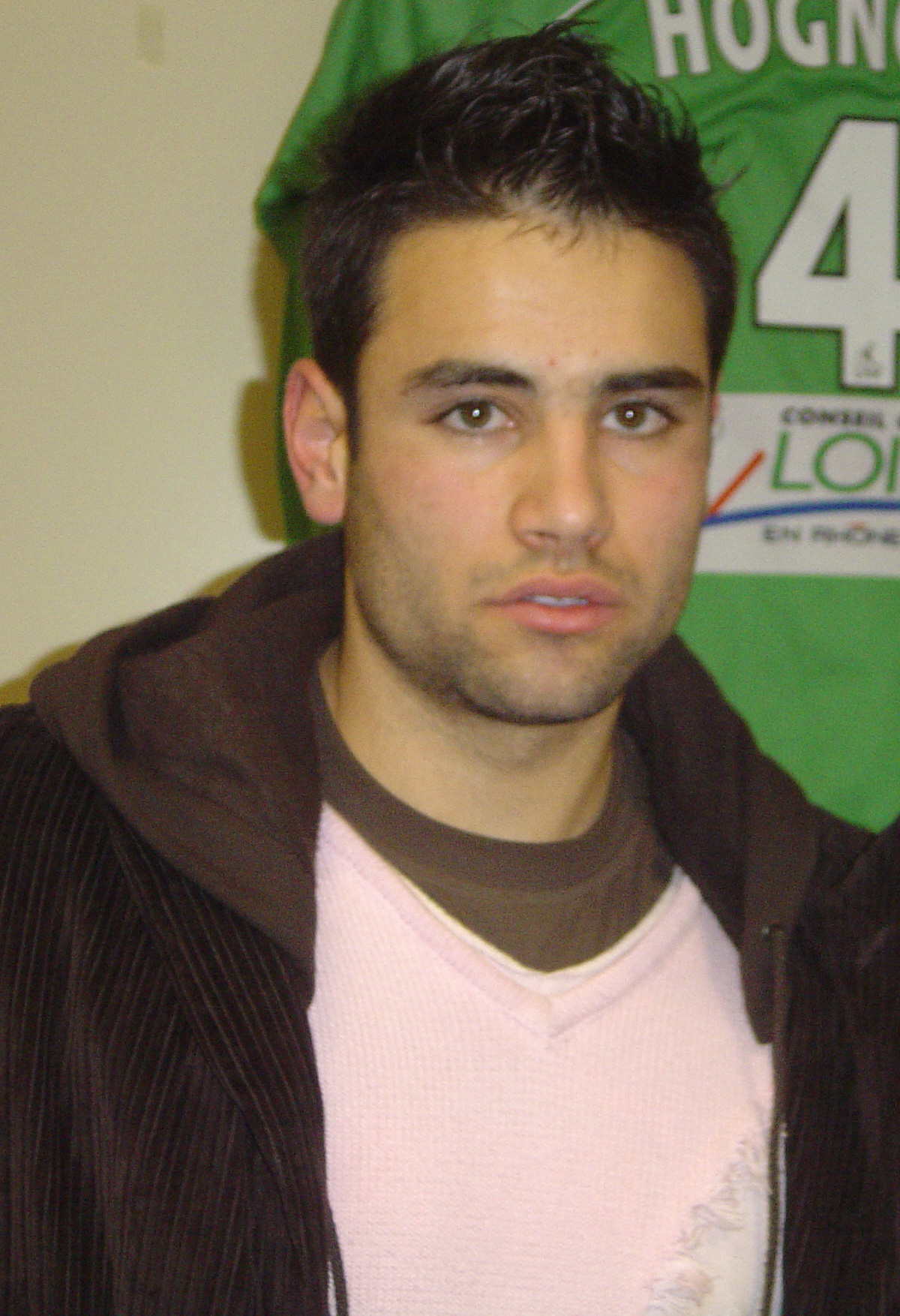
Loïc Perrin, en 2006

Au début de la saison 2003-2004, Loïc Perrin est appelé pour la première fois chez les professionnels par son entraîneur Frédéric Antonetti, un mois après l'obtention de son baccalauréat et son intégration en équipe réserve.
Le 15 août 2003, lors de la 3e journée de Ligue 2, il fête ses grands débuts en professionnel en entrant en jeu à la place de Stéphane Hernandez contre le FC Lorient. Les Verts s'imposent sur le score de deux buts à un ce jour-là. Il fera quelques apparitions cette saison-ci, avant de découvrir la Ligue 1 la saison suivante ; il connaîtra notamment sa première titularisation sous le maillot vert à l'occasion de la 2e journée face au RC Lens.
La saison 2005-2006 lui permet de s'affirmer au poste de milieu de terrain défensif comme grand espoir de l'ASSE. Il inscrit cette saison-là son premier but en L1, face à Le Mans UC 72, le 1er octobre 2005, participant ainsi à la victoire de son équipe (3-0). Mais sa progression est brutalement freinée lors du match de championnat contre l'Olympique de Marseille, le 11 mars 2006, Loïc Perrin est victime d'une grave entorse au genou à la suite d'un tacle appuyé de Renato Civelli, l'éloignant des terrains jusqu'à la fin de la saison.
À son retour, la saison 2006-2007 n'est pas commencée lorsqu'il se rompt le 15 juillet 2006 les ligaments croisés du genou, pendant un match de préparation contre le RC Lens. Il ne reprendra sa place dans l'équipe qu'en mars 2007.
À partir de la saison 2007-2008, il est reconverti au poste de défenseur latéral droit par Laurent Roussey et devient capitaine des Verts, à la suite du départ de Julien Sablé au RC Lens. Son entraîneur hésitait avec Jérémie Janot, emblématique gardien des Verts, et Vincent Hognon mais choisit finalement Loïc Perrin qui a alors 21 ans. Cependant, il connaît entre janvier 2008 et mars 2009, des problèmes physiques récurrents aux ischio-jambiers, aux adducteurs et à la cuisse, l'éloignant régulièrement des terrains. Durant l'automne 2008, il disputera tout de même les matchs de Coupe d'Europe à laquelle l'ASSE s'est qualifiée.
Avec seulement dix-huit matchs joués dans un contexte de lutte de l'équipe pour le maintien en Ligue 1, la saison 2009-2010 de Loïc Perrin est en demi-teinte, au point qu'il n’exclura pas en fin de saison de quitter le club et de se relancer à l'AS Monaco. Nouvellement nommé entraîneur de l'AS Saint-Étienne, Christophe Galtier finira par le convaincre de s'inscrire dans son projet et de continuer dans le Forez.

### Une saison pleine puis la rechute (2010-2012)

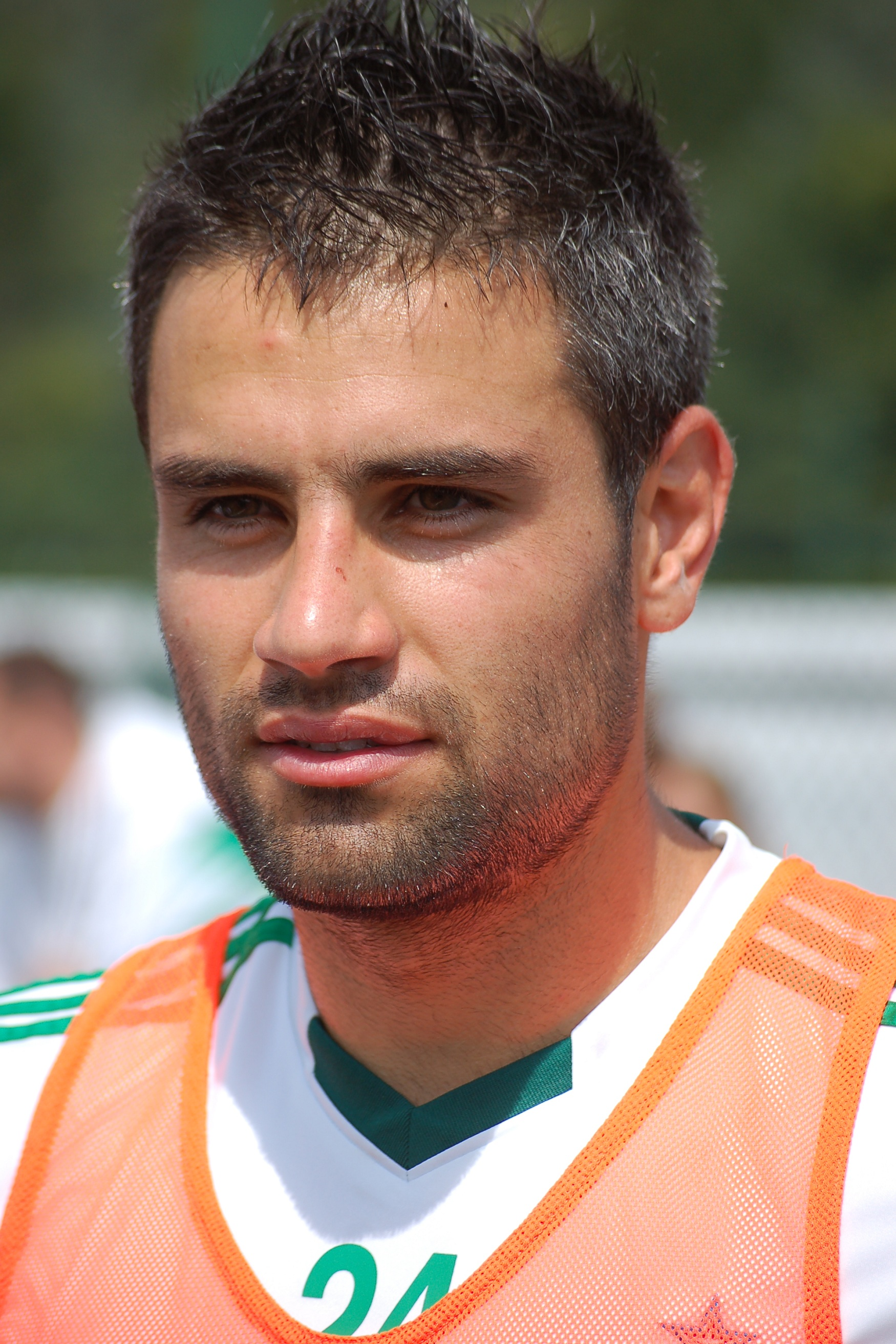
Loïc Perrin, en 2011.

La saison 2010-2011 est celle de son retour au plus haut niveau. Bien que des pépins physiques limitent encore ses titularisations, il prend une part active au redressement de l'équipe après les deux saisons catastrophiques qui ont précédé.
Le 14 août 2010, Loïc Perrin réalise notamment un doublé lors de la victoire de l'AS Saint-Étienne contre le FC Sochaux lors de la 2e journée de championnat ; les Verts l'emportent 3-2 ce jour-là. Sur le premier but le capitaine stéphanois reprend un centre de Dimitri Payet de la tête, la balle touche la barre transversale mais revient sur Loïc Perrin qui reprend de nouveau de la tête pour marquer. Le second but vient d'un corner tiré par son coéquipier Dimitri Payet pour Yohan Benalouane qui dévie le ballon pour Loïc Perrin qui se jette pour inscrire du bout du pied droit le troisième but stéphanois de la rencontre.
Alors que le club se redresse, sa saison 2011-2012 débute de nouveau mal. Le 31 août 2011, en Coupe de la Ligue face aux Girondins de Bordeaux, il est une nouvelle fois victime d'une rupture des ligaments croisés et est indisponible pour une durée de six mois. Cette deuxième grave blessure fait suite à la longue série de problèmes physiques qui a gâché une bonne partie du début de la carrière de ce joueur du cru, très apprécié du public stéphanois. Le journal L'Équipe du 31 mars 2012 comptabilisera treize blessures en six ans depuis l'entorse contractée au genou gauche le 11 mars 2006.
Il fait son retour sur les terrains le 31 mars 2012, lors de la rencontre comptant pour la 30e journée de Ligue 1, face à l'OGC Nice (2-3), en remplaçant Laurent Batlles à la 64e minute. Son équipe s'incline par trois buts à deux ce jour-là.

### Un joueur à son apogée, aux portes de l'Équipe de France (2012-2019)
La saison 2012-2013 sera finalement celle de la consécration. Reconverti au poste de défenseur central par Christophe Galtier, un poste moins exposé en termes d'efforts musculaires intenses. Perrin inscrit son premier but de la saison le 11 janvier 2013, lors d'une rencontre de championnat face au Toulouse FC. Il ouvre le score de la tête sur un service de Yohan Mollo. Les deux équipes se partagent toutefois les points (2-2 score final). Le capitaine stéphanois réalise avec trente-quatre titularisations sa première saison pleine depuis 2007-2008, et joue un rôle déterminant dans les bons résultats de l'équipe en championnat, ainsi que dans la conquête du titre en Coupe de la Ligue. Par son sens du placement, il devient un élément clé de la stabilisation de la défense (2e meilleure défense du championnat derrière le Paris SG), tandis que sa vision du jeu et ses qualités de relance (86,6 % de passes réussies sur l'ensemble de la saison) permettent à l'équipe de se projeter très rapidement en attaque. Le 25 avril 2013, Loïc Perrin prolonge son contrat avec le club forézien jusqu'en 2016.
Le 24 novembre 2013, lors de la rencontre opposant l'ASSE à l'OGC Nice, il participe à son 200e match en Ligue 1. Son équipe s'impose par un but à zéro ce jour-là. Lors de la journée suivante, le 30 novembre 2013, Perrin marque deux buts contre le Stade de Reims. Il contribue à la victoire de son équipe par quatre buts à zéro.
Son état d'esprit a été récompensé par le Ballon d'eau fraîche 2013, distinction récompensant le bon esprit d'un joueur. On peut aussi noter son grand fair-play. En effet à ce jour, le défenseur des Verts n'a pris que deux cartons rouges durant toute sa carrière professionnelle, en ayant pris part à plus de 400 matchs toutes compétitions confondues, chose rare pour un joueur ayant essentiellement évolué à des postes défensifs.
Il se voit récompensé de sa bonne saison 2013-2014 en étant élu dans l'équipe type de Ligue 1, à l'occasion des trophées UNFP 2014. Le 13 mai 2014, il fait partie des sept réservistes retenus par le sélectionneur Didier Deschamps pour disputer la Coupe du monde 2014 au Brésil avec l'équipe de France. À l'issue de cette saison, Perrin est peut-être au sommet de sa carrière et réalise sûrement sa meilleure saison, il est en effet le défenseur ayant les meilleurs statistiques en Europe, en termes de duels gagnés, dégagements de la tête et buts de la tête. Il est un grand artisan de la 4e place des verts, leur meilleur résultat en championnat depuis 1988.
Le 6 novembre 2014, il est convoqué par Didier Deschamps pour les matchs amicaux contre l'Albanie et la Suède, mais n'entre pas en jeu.
En novembre 2015, Loïc Perrin est de nouveau convoqué chez les Bleus, à la suite du forfait de Mamadou Sakho, en vue de deux matchs amicaux contre l'Allemagne et l'Angleterre. C'est lors de la rencontre face à l'équipe de la Mannschaft au stade de France, le 13 novembre, que différents attentats sont perpétrés en Île-de-France, l'enceinte sportive étant d'ailleurs prise pour cible ; un hommage sera rendu lors du match contre l'Angleterre.
Lors de la saison 2017-2018, Perrin joue 28 matchs dont 28 titulaires, il délivrera une passe décisive pour Gabriel Silva face au Stade rennais FC (match nul 2-2).
Lors de la saison 2018-2019, il est avec Jessy Moulin l'un des deux délégués syndicaux de l'UNFP au sein de l'ASSE.

### Dernière saison et finaliste de la Coupe de France (2019-2020)
Lors de la saison 2019-2020, interrompue par la pandémie de Covid-19, il atteint la finale de la Coupe de France avec l'AS Saint-Étienne. Il se distingue lors de cette finale perdue contre le Paris-Saint Germain en recevant un carton rouge à la suite d'un tacle en retard sur Kylian Mbappé, le blessant à la cheville. Le 30 juillet 2020, Loïc Perrin officialise sa retraite sportive, après avoir hésité à jouer une saison de plus. Il sera cependant poussé vers la retraite par son entraîneur, Claude Puel, qui craignait « la saison de trop ». Il aura disputé au total 470 matchs avec son club formateur. Cela fait de lui le troisième joueur le plus capé de l'histoire de l'AS Saint-Étienne, derrière René Domingo (533 matchs) et Robert Herbin (492 matchs).
Après dix-sept saisons et 470 matchs jouées en vert, Loïc Perrin a marqué l'histoire de son club. À tel point qu'en novembre 2021, l'AS Saint-Étienne a annoncé que son numéro 24 allait être retiré, un an après sa retraite sportive. À cette occasion, son club a déclaré : « Il était, est et restera le numéro 24 ».

### Reconversion
En septembre 2021, Loïc Perrin intègre la 12ème promotion 2021-2023 du DU Manager Général du CDES de Limoges.
Après sa retraite sportive en 2020, il est dans un premier temps conseiller de l'ASSE. Le 6 décembre 2021, au lendemain de l'éviction de Claude Puel, l'AS Saint-Étienne annonce d'importants changements dans son organigramme et Loïc Perrin change de fonction et est nommé coordinateur sportif du club,. Il a désormais pour mission de « mettre son expérience, sa parfaite connaissance du club et du football professionnel au service de la stratégie sportive stéphanoise »,.

## Statistiques
| Saison                | Club                  | Championnat           | Championnat | Championnat | Coupe nationale | Coupe nationale | Coupe de la Ligue | Coupe de la Ligue | Compétition(s) continentale(s) | Compétition(s) continentale(s) | Compétition(s) continentale(s) | Total | Total |
| Saison                | Club                  | Division              | M.          | B.          | M.              | B.              | M.                | B.                | Comp.                          | M.                             | B.                             | M.    | B.    |
| 2003-2004             | AS Saint-Étienne      | Ligue 2               | 7           | 0           | 2               | -               | 1                 | 0                 | -                              | -                              | -                              | 10    | 0     |
| 2004-2005             | AS Saint-Étienne      | Ligue 1               | 15          | 0           | 1               | 0               | 2                 | 0                 | -                              | -                              | -                              | 18    | 0     |
| 2005-2006             | AS Saint-Étienne      | Ligue 1               | 26          | 2           | 1               | 0               | 1                 | 0                 | CI                             | 2                              | 0                              | 30    | 2     |
| 2006-2007             | AS Saint-Étienne      | Ligue 1               | 10          | 0           | -               | -               | -                 | -                 | -                              | -                              | -                              | 10    | 0     |
| 2007-2008             | AS Saint-Étienne      | Ligue 1               | 35          | 2           | 1               | 0               | 1                 | 0                 | -                              | -                              | -                              | 37    | 2     |
| 2008-2009             | AS Saint-Étienne      | Ligue 1               | 14          | 0           | 1               | 0               | -                 | -                 | C3                             | 4                              | 1                              | 19    | 1     |
| 2009-2010             | AS Saint-Étienne      | Ligue 1               | 18          | 2           | 2               | 0               | 2                 | 0                 | -                              | -                              | -                              | 22    | 2     |
| 2010-2011             | AS Saint-Étienne      | Ligue 1               | 27          | 4           | 1               | 0               | -                 | -                 | -                              | -                              | -                              | 28    | 4     |
| 2011-2012             | AS Saint-Étienne      | Ligue 1               | 10          | 0           | -               | -               | 1                 | 0                 | -                              | -                              | -                              | 11    | 0     |
| 2012-2013             | AS Saint-Étienne      | Ligue 1               | 34          | 2           | 2               | 0               | 5                 | 0                 | -                              | -                              | -                              | 41    | 2     |
| 2013-2014             | AS Saint-Étienne      | Ligue 1               | 34          | 6           | -               | -               | 1                 | 0                 | C3                             | 3                              | 1                              | 38    | 7     |
| 2014-2015             | AS Saint-Étienne      | Ligue 1               | 28          | 1           | 5               | 0               | 2                 | 0                 | C3                             | 7                              | 0                              | 42    | 1     |
| 2015-2016             | AS Saint-Étienne      | Ligue 1               | 24          | 3           | 2               | 0               | -                 | -                 | C3                             | 8                              | 0                              | 34    | 3     |
| 2016-2017             | AS Saint-Étienne      | Ligue 1               | 27          | 4           | 2               | 0               | 1                 | 0                 | C3                             | 10                             | 0                              | 40    | 4     |
| 2017-2018             | AS Saint-Étienne      | Ligue 1               | 28          | 0           | -               | -               | -                 | -                 | -                              | -                              | -                              | 28    | 0     |
| 2018-2019             | AS Saint-Étienne      | Ligue 1               | 31          | 1           | 1               | 1               | -                 | -                 | -                              | -                              | -                              | 32    | 2     |
| 2019-2020             | AS Saint-Étienne      | Ligue 1               | 21          | 0           | 3               | 0               | 2                 | 0                 | C3                             | 4                              | 0                              | 30    | 0     |
| Total sur la carrière | Total sur la carrière | Total sur la carrière | 389         | 27          | 24              | 1               | 19                | 0                 | -                              | 38                             | 2                              | 470   | 30    |

## Palmarès
Loïc Perrin remporte deux titres majeurs avec l'AS Saint-Étienne. Il est tout d'abord champion de Ligue 2 en 2004, lors de sa première saison professionnelle, puis remporte la Coupe de la Ligue en 2013.
Avec l'équipe de France espoirs, Loïc Perrin compte quatre sélections entre 2004 et 2005 et remporte le Tournoi de Toulon en 2005.
| AS Saint-Étienne (2)                                                                                              | France espoirs (1)                        |
| --- | ----------------------------------------- |
| - Ligue 2 : - Vainqueur en 2004 - Coupe de la Ligue : - Vainqueur en 2013 - Coupe de France : - Finaliste en 2020 | - Tournoi de Toulon : - Vainqueur en 2005 |

### Distinctions personnelles
- Membre de l'équipe type de Ligue 1 saison 2013-2014 aux Trophées UNFP 2014
- Élu meilleur joueur Stéphanois de la saison 2016-2017 par les supporters de l'AS Saint-Étienne

## Repères
- Premier match de sa carrière : 15 août 2003, AS Saint-Étienne - FC Lorient (2-1), Ligue 2
- Premier match en Ligue 1 : 14 août 2004, RC Lens - AS Saint-Étienne (3-0)
- Premier but en Ligue 1 : 1er octobre 2005, AS Saint-Étienne - Le Mans UC (3-0)
- Lors de la victoire en finale de la coupe de la ligue le 20 avril 2013, Loïc Perrin est le premier capitaine de l'AS Saint-Étienne à brandir un trophée en coupe nationale depuis 1977
- Dernier match de sa carrière : 24 juillet 2020, Paris SG - AS Saint-Étienne (1-0), finale de la Coupe de France